# Єскара
Єскара́ (каз. Есқара) — село у складі Железинського району Павлодарської області Казахстану. Входить до складу Казахстанського сільського округу.
Населення — 203 особи (2021; 241 у 2009, 314 у 1999, 391 у 1989).
Національний склад станом на 1989 рік:
- казахи — 100 %.